# ミラノ工科大学
ミラノ工科大学（Politecnico di Milano）は、ミラノに本部を置くイタリアの国立大学である。1863年に設置された。

## 概要
キャンパスはミラノ、コモ、レッコに所在し、工学・建築学・デザインの3学部からなる国立大学。特に建築学からは著名な建築家・デザイナーを輩出した名門である。1863年に創立し、デザイン学部はもともと建築学部のコースとして設置されていたが、2003年に独立し現在の体制に至っている。
QS世界ランキングでは、建築学部は世界7位、アートデザイン学部は世界6位、環境工学部は世界7位の評価を受けている。(2020年)

## 学部
卒業時の学位は理学士
- 工学
- 建築学
- デザイン

修士課程のみ
- MBA

## 関連人物

### 出身者
- ジオ・ポンティ - 建築家
- ジュゼッペ・テラーニ - 建築家
- アルド・ロッシ - 建築家、プリツカー賞受賞
- レンゾ・ピアノ - 建築家、RIBAゴールドメダル・プリツカー賞・UIAゴールドメダル・AIAゴールドメダル受賞
- マッシモ・ヴィネッリ - インダストリアルデザイナー
- ジャンパオロ・ダラーラ - 自動車技術者・実業家、自動車企業「ダラーラ・アウトモビリ」の創業者
- ジュリオ・ナッタ - 化学者、ノーベル化学賞受賞
- ロベルト・カー - 化学者・物理学者